# Agrilus australasiae
Agrilus australasiae é uma espécie de escaravelho de joia da família buprestidae, indígena da Austrália.  Entre as espécies que as suas larvas se alimentam encontram-se Acacia dealbata, Acacia decurrens, Acacia parramattensis, Acacia pycnantha e Acacia sophorae.